# Seznam československých hráčů v NHL v sezóně 1980/1981
Toto je seznam hráčů Československa a jejich statistiky v sezóně 1980/1981 NHL.

| Tým                 | Věk | Hráč              | Post | Počet zápasů | Branky | Asistence | Body | Počet zápasů v play off | Branky v play off | Asistence v play off | Body v play off |
| ------------------- | --- | ----------------- | ---- | ------------ | ------ | --------- | ---- | ----------------------- | ----------------- | -------------------- | --------------- |
| Detroit Red Wings   | 36  | Václav Nedomanský | F    | 74           | 12     | 20        | 32   | Ne                      |                   |                      |                 |
| Vancouver Canucks   | 19  | Rick Lanz         | D    | 76           | 7      | 22        | 29   | 3                       | 0                 | 0                    | 0               |
| Toronto Maple Leafs | 26  | Vítězslav Ďuriš   | D    | 57           | 1      | 12        | 13   | 3                       | 0                 | 1                    | 1               |
| Toronto Maple Leafs | 30  | Jiří Crha         | G    | 54           | 0      | 1         | 1    | 3                       | 0                 | 0                    | 0               |

- F = Útočník
- D = Obránce
- G = Brankář